# Gráf László
Gráf László (Zalaegerszeg, 1942. június 6. – 2023. február 17.) Széchenyi-díjas biokémikus, egyetemi tanár, a Magyar Tudományos Akadémia rendes tagja. Kutatási területe a természetes peptidek szerkezetének és biológiai funkciójának, valamint egyes proteázok működésének vizsgálata és az úgynevezett fehérjeszobrászat. Nevéhez fűződik a rekombináns DNS-technika meghonosítása. Külföldi kutatókkal egy időben fedezte fel a béta-endorfint.

## Életpályája
1960-ban érettségizett, majd felvették az Eötvös Loránd Tudományegyetem Természettudományi Kar vegyész szakára, itt szerzett diplomát 1965-ben. Három évvel később megvédte egyetemi doktori disszertációját. Diplomájának megszerzése után a Gyógyszerkutató Intézet tudományos munkatársaként kapott állást. 1975-ben a biokémiai osztály vezetőjévé nevezték ki. Közben 1972–1973 között a San Franciscó-i Egyetem ösztöndíjas kutatója volt. 1980–1981 között illetve 1984–1986 között az egyetem külföldi docense volt. 1985-ben áttért az egyetemi életre, az Eötvös Loránd Tudományegyetem Természettudományi Karának biokémia tanszékére kapott egyetemi tanári kinevezést. Egy évre rá a tanszék vezetésével is megbízták. 1993-ban az egyetem szerkezeti biokémia doktori programjának vezetője lett. 1998-ban átvette az egyetem Professzori Tanácsának vezetését. A tanszéket 2007-ig vezette. 2010-ben Szilárd Leó professzori ösztöndíjban részesült. Ezenkívül 1981–1982 között a New York-i Egyetem (CUNY) vendégprofesszora volt.
1972-ben védte meg a biológiai tudományok kandidátusi, 1982-ben akadémiai doktori értekezését. Az MTA Biokémiai és Molekuláris Biológiai Bizottságának lett tagja. 1993-ban megválasztották a Magyar Tudományos Akadémia levelező, 2001-ben pedig rendes tagjává. Több évig az Akadémiai Kutatóhelyek Tanács tagja volt. Akadémiai tisztségei mellett 1986-ban a Magyar Biokémiai Egyesület elnökségi tagjává választották, valamint a Magyar Természettudományi Társulat és az Amerikai Fehérje Társaság (American Protein Society) is felvette tagjai sorába. A Nemzetközi Biokémiai és Molekuláris Biológiai Szövetség (International Union of Biochemistry and Molecular Biology, IUBMB) magyar nemzeti bizottságának titkára. A Peptides (1980–1983) és a Neuropeptides (1980–1995) című tudományos szakfolyóiratok szerkesztőbizottságának volt tagja.

## Munkássága
Fő kutatási területe a természetes peptidek szerkezetének és biológiai funkciójának, valamint egyes proteázok működésének vizsgálata és az úgynevezett fehérjeszobrászat.
Munkatársaival közösen sikerült elsőként meghatároznia a sertés és az emberi betalipotropin hormonok aminosavszekvenciáját (tehát egy peptiden vagy fehérjén belüli aminosavak sorrendjét), emellett a sertés és az emberi adrenokortikotróp hormon (ACTH, az agyalapi mirigy által kiválasztott, a mellékvese működésére ható hormon) helyes szekvenciájának felderítése. Nevéhez fűződik a β-endorfin felfedezése, ami külföldi kutatókkal egy időben, de tőlük függetlenül történt. Bevezette és meghonosította a rekombináns DNS-technikát az Eötvös Loránd Tudományegyetem Természettudományi Karán. Gráf az elsők között állított elő a gén irányított mutagenezisével (azaz mutáció létrehozása szervezeten belül, itt irányított formában) tripszin mutánsokat. A 2000-es években a proteázok működésmechanizmusával foglalkozik, valamint az úgynevezett fehérjeszobrászat témakörét kutatja.
Több mint száznegyven tudományos publikációs szerzője vagy társszerzője. Ebből két könyv és harmincöt könyvfejezet. Munkáit elsősorban magyar és angol nyelven adja közre.

## Díjai, elismerései
- Akadémiai Díj (1979)
- Széchenyi-díj (1998) – A β-lipotropinnal kapcsolatos alapvető munkásságáért, a β-endorfin felfedezéséért, szerkezeti és funkcionális sajátságainak jellemzéséért és egyes proteázok mechanizmusának feltárásában végzett úttörő munkásságáért.
- Szilárd Leó professzori ösztöndíj (2010)

## Főbb publikációi
- Revised Amide Location for Porcine and Human Adrenocorticotropic Hormone (társszerző, 1971)
- Human Pituitary Growth Hormone: Isolation and Properties of Two Biologically Active Fragments From Plasmin Digests (társszerző, 1974)
- Comparative Study on Analgesic Effect of Met-enkephalin and Related Lipotropin Fragment (társszerző, 1976)
- Superactive Antinociceptive Pentapeptide, (D-Met2, Pro5), Enkephalinamide (társszerző, 1977)
- Endorphins ’78 (társszerk., 1978)
- Human Somatotropin: Covalent Reconstruction of Two Contiguous Thrombin Fragments (társszerző, 1981)
- The Human Insulin-Receptor Cdna – The Structural Basis for Hormone-Activated Transmembrane Signaling (társszerző, 1985)
- β-Lipotropin (1985)
- Selective Alteration of Substrate-Specificity by Replacement of Aspartic Acid-189 with Lysine in the Binding Pocket of Trypsin (társszerző, 1987)
- Electrostatic Complementarity within the Substrate-Binding Pocket of Trypsin (társszerző, 1988)
- Egy cukor. Egy peptid. Egy fehérje… (1994)
- Trypsin Complexed with Alpha(1)-Proteinase Inhibitor has an Increased Structural Flexibility (társszerző, 1995)
- Two Mutations in Rat Trypsin Confer Resistance Against Autolysis (társszerző, 1998)
- Chymotrypsin (társszerző, 1998)
- 40 év nemzeti kutatás: az endorfinoktól az agyi tripszinig (2002)
- Extended Intermolecular Interactions in a Serine Protease-Canonical Inhibitor Complex Account for Strong and Highly Specific Inhibition (társszerző, 2005)
- 40 év nemzeti kutatás: az endorfinoktól az agyi tripszinig; MTA, Bp., 2006 (Székfoglalók a Magyar Tudományos Akadémián)
- Kaland és tudomány. Egy biokémikus útkeresése a 20. század második felében; Személyes Történelem, Bp., 2020
- Kaland, tudomány, Amerika. Egy biokémikus útkeresése II. A következő tíz év; Személyes Történelem, Bp., 2020